# Giuliana Camerino
Pour les articles homonymes, voir Coen.
Giuliana Camerino, née Coen le 8 décembre 1920 à Venise (Italie) et morte le 10 mai 2010 dans la même ville, est une créatrice de mode italienne qui a fondé la maison de couture Roberta di Camerino à Venise, la seule grande marque de mode italienne basée dans cette ville. La marque est principalement connue pour ses sacs à main en velours, mais elle a également produit des vêtements et des chaussures pour femmes. Giuliana Camerino a été créditée pour la création du concept de statut bag.

## Biographie

### Jeunesse
Giuliana Coen est née le 8 décembre 1920 dans une famille juive à Venise. Son grand-père possédait une usine de pigments, où Giuliana a appris à faire correspondre les couleurs, et qui devint plus tard l'atelier de sa maison de couture. Elle a épousé le banquier Guido Camerino, avec qui elle a eu deux enfants.
En 1943, pour fuir la persécution des Juifs en Italie pendant la Seconde Guerre mondiale, les Camerino se réfugient en Suisse, où Giuliana commence à concevoir des sacs à main pour un magasin d'articles en cuir local.

### Roberta di Camerino
La maison de couture Roberta di Camerino a été fondée en 1945, après le retour des Camerino en Italie après la fin de la guerre. Elle a été nommée d’après le film Roberta de William A. Seiter, avec Fred Astaire et Ginger Rogers. La chanson Smoke Gets in Your Eyes du film est la dernière musique sur laquelle Giulliana Camerino avait dansé avant de s'enfuir pour la Suisse. Elle a ainsi choisi Roberta comme pseudonyme professionnel comme souvenir des temps heureux d’avant la guerre.
Les sacs à main de Roberta di Camerino étaient réputés pour leur caractère innovant. Ils utilisaient des tissus aux motifs riches et colorés provenant de vêtements. En 1946, elle confectionne un sac à motifs en treillis de R, préfigurant les G de Gucci ; en 1957, elle fabrique des sacs en cuir tressé avant Bottega Veneta et, en 1964, elle fabrique un sac à main à cadre articulé que Prada a ensuite reproduit. Ses dessins ont été largement copiés.
Camerino a remporté le prix Neiman Marcus Fashion Award en 1956 en reconnaissance du succès et de l'influence de ses sacs à main. Ses sacs en velours coupé étaient composés de pièces de laiton fabriquées par des artisans vénitiens et portés par des célébrités telles que Grace Kelly, Farrah Fawcett, et Elizabeth Taylor. En plus des sacs à main, qui comportaient souvent des boucles et des rabats en trompe-l'œil, Roberta di Camerino vendait également des manteaux, des robes, ainsi que d'autres vêtements. Certains de ses tissus ont été conçus sur des métiers à tisser anciens, ce qui a permis de soutenir l'industrie locale dans l’Italie d'après-guerre. Le premier défilé de mode Roberta di Camerino, tenu à Venise en 1949, fut remarqué pour son caractère théâtral.
En 1980, Camerino ferme sa maison de couture pour se concentrer sur des contrats de licence rentables pour des cravates, des foulards, des tabliers, et des papiers peints. La même année, le musée d'art américain Whitney organise une exposition sur son travail. Une autre exposition de son travail a eu lieu au musée de la mode, Institut de technologie, à la fin de 1999.
En 1996, la marque Roberta di Camerino est relancée, offrant des rééditions de leurs sacs à main, vendus dans les grands magasins de New York, dont Neiman Marcus, qui, dans les années 1950, avait été le premier stockiste américain de sacs Camerino. En 2008, à la Fashion Week de Milan, Sixty Group acquiert la marque Roberta di Camerino. La directrice créative de la marque est Giorgia Scarpa, anciennement de Prada et Christian Dior ; le directeur général est Alessandro Varisco, anciennement de Gianfranco Ferre et de Versace. Pour se concentrer sur le marché des sacs à main de luxe, Sixty Group dissous de nombreuses licences Roberta di Camerino existantes, notamment des articles de lunetterie, des tricots et des petits articles en cuir.

### Mort
Giuliana Camerino est soudainement tombée malade alors qu’elle se trouvait dans le nord de la Croatie, et est décédée à Venise dans la nuit du 10 mai 2010, à l’âge de 89 ans. Giorgio Orsoni, maire de Venise, lui a rendu hommage en tant qu’ami et promoteur actif de Venise et des produits de fabrication italienne.